# Częstochowa

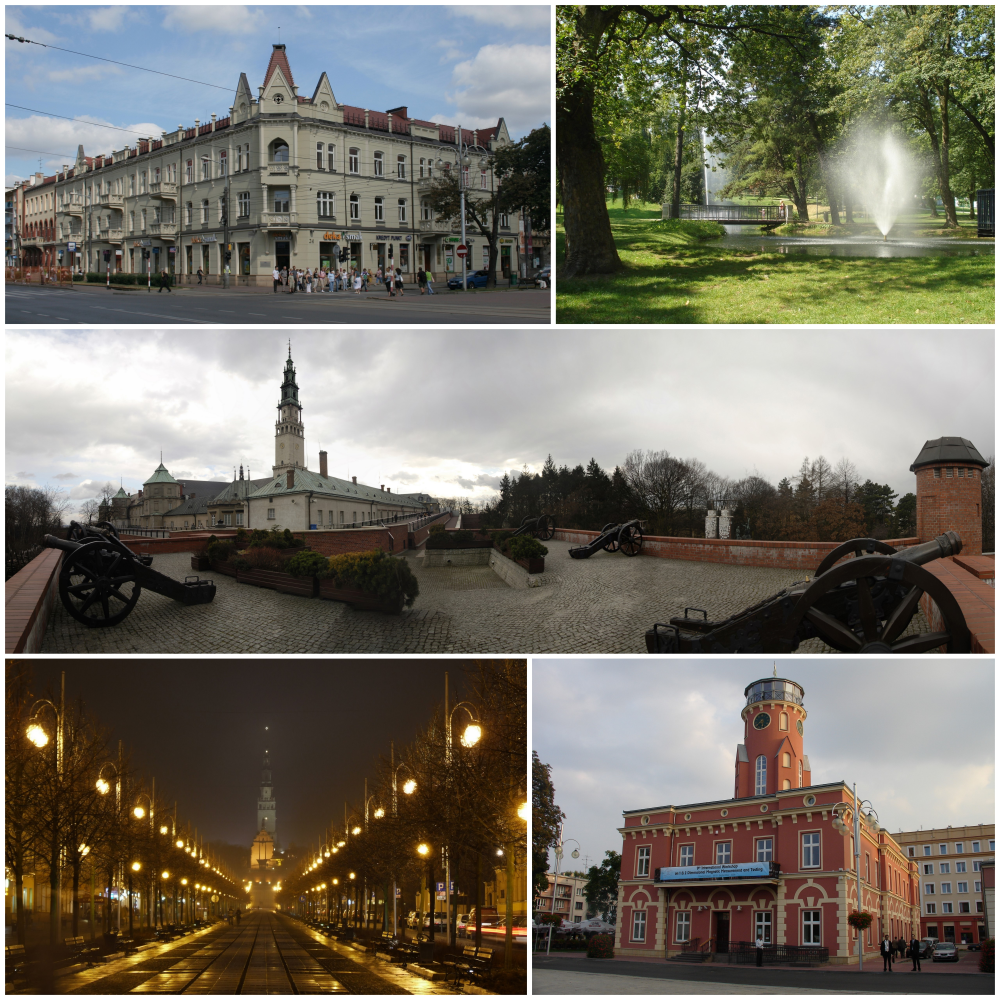
Częstochowa

Częstochowa [tʃɛ̃stɔˈxɔva] ⓘ (deutsch Tschenstochau, bzw. Czenstochau), im Süden Polens gelegen, ist mit fast 220.000 Einwohnern (2020) die nach Katowice (Kattowitz) zweitgrößte Stadt der Woiwodschaft Schlesien.
Die Großstadt an der Warthe ist rund 220 km von Warschau entfernt und durch die Ikone der Schwarzen Madonna von Tschenstochau im Kloster Jasna Góra (Heller Berg) weltweit bekannt. Das Marienbildnis wird von der polnischen Bevölkerung als nationales Symbol verehrt und ist jährlich Ziel von mehreren Millionen Pilgern.

## Geschichte
Die erste Erwähnung Częstochowas als ein Dorf im Herzogtum Krakau findet sich im Jahr 1220. Das Paulinerkloster Jasna Góra wurde 1382 begründet und erhielt zwei Jahre darauf die berühmte Schwarze Madonna, die als heiligste Reliquie Polens verehrt wird und heute eines der bedeutendsten Wallfahrtsziele darstellt. Schrittweise übertraf Częstochowa die alte Stadt Mstów. Bereits vor 1377 wurde Częstochowa zur Stadt erhoben, die 1502 Magdeburger Recht erhielt. Administrativ gehörte die Stadt zum Kreis Lelów der Woiwodschaft Krakau, um 1600 war es mit über 2000 Einwohnern eine der größten Städte der Woiwodschaft. Im Laufe des 17. Jahrhunderts wurde das Kloster Jasna Góra zur Festung ausgebaut. Im Winter 1655 überstand die Festung im Zweiten Schwedisch-Polnischen Krieg eine monatelange Belagerung durch 3000 reguläre schwedische Soldaten, welchen nur etwa 260 Verteidiger gegenüberstanden.
Während der Napoleonischen Kriege wurde Częstochowa 1807 Teil des Herzogtums Warschau und gehörte seit 1815 zu Kongresspolen. Im weiteren Verlauf des 19. Jahrhunderts entwickelte sich die Stadt schnell. Im Jahr 1846 erhielt sie durch den Bau der Warschau-Wiener Eisenbahn Anschluss an die Zentren Europas. Nach 1870 entwickelte sich die Industrie durch den Abbau von Eisenerz.
1918, nach dem Ende des Ersten Weltkriegs und dem Zusammenbruch des Zarenreiches, wurde Częstochowa Teil Polens. Im Jahr 1921 hatte die Hauptstadt des Powiats Częstochowski der Woiwodschaft Kielce 4132 Häuser mit 80.473 Einwohnern, außer römisch-katholischen (56.527) Polen (62.228) gab es 22.663 Juden (nach Religion, nach der Nationalität 17.360) und einige hundert Personen anderer Nationalität oder Glaubens. 1928 wurde die Arbeitersiedlung Raków eingemeindet. Die Stadt war wirtschaftlich eine der erfolgreichsten in der Woiwodschaft und in der Zeit der Sanacja gab es kontroverse Pläne der Angliederung des Powiats an die autonome Woiwodschaft Schlesien.
Am 3. September 1939, dem dritten Tag des Überfalls auf Polen, einem Sonntag, marschierten Truppen der Wehrmacht in Częstochowa ein. Die Stadt wurde nun offiziell Tschenstochau genannt und in das Generalgouvernement eingegliedert, während 60,4 % des bisherigen polnischen Powiats Częstochowski als Landkreis Blachstädt im neuen „Ostoberschlesien“ zugeordnet wurde. Schon am nächsten Tag, der als „Blutiger Montag“ in die Stadtgeschichte eingegangen ist, wurden etwa 150 Juden von den Deutschen erschossen. Am 9. April 1941 richtete die Besatzungsmacht das Jüdische Ghetto ein. Während des gesamten Zweiten Weltkriegs wurden etwa 45.000 jüdische Bürger und damit fast die gesamte jüdische Bevölkerung Częstochowas ermordet und über 20 Synagogen zerstört. Im Ghetto Tschenstochau mussten die jüdischen Insassen für die HASAG Zwangsarbeit leisten. Die Rote Armee eroberte im Zuge ihrer Weichsel-Oder-Operation die Stadt am 16. Januar 1945 und beendete damit die deutsche Besatzung.
1950 kam sie an die Woiwodschaft Katowice. Von 1975 bis 1998 wurde sie zur Hauptstadt der Woiwodschaft Częstochowa, ab 1998 in der Woiwodschaft Schlesien. Die Bewohner der Stadt identifizieren sich jedoch mehrheitlich weiterhin mit der historischen Landschaft Kleinpolen, jedoch weniger mit der administrativen Vereinigung mit Oberschlesien als in Jaworzno einverstanden. Um die historisch-kulturellen Verbindungen mit Kleinpolen zu betonen, schloss sich 2007 die Stadtverwaltung an die Stowarzyszenie Gmin i Powiatów Małopolski ([Freiwillige] Vereinigung der Gemeinden und Powiate Kleinpolens) an.

## Einwohnerzahlen

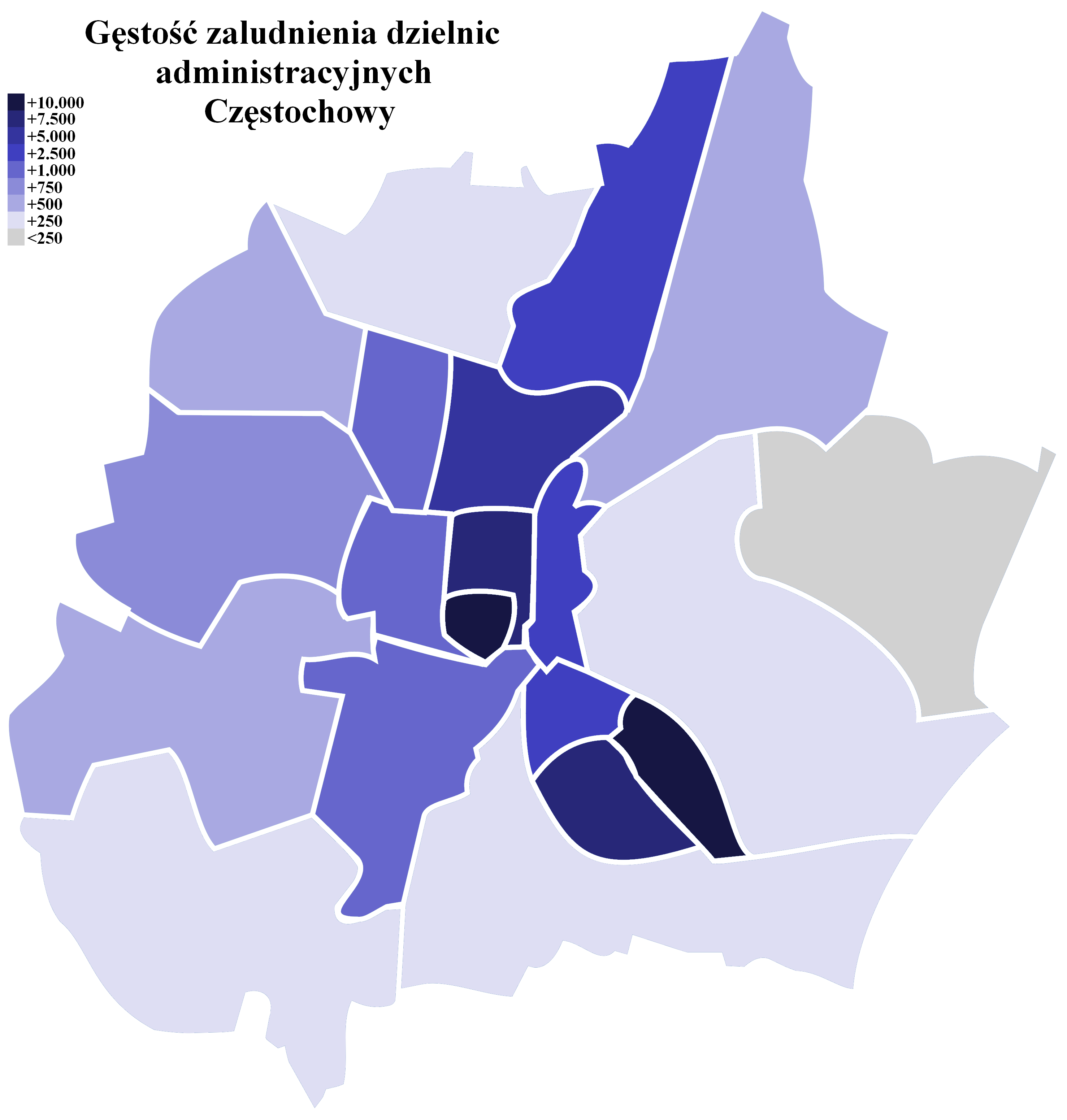
Bevölkerungsdichte in den Stadtteilen

| Jahr | Einwohner                          |
| ---- | ---------------------------------- |
| 1600 | >02.000                            |
| 1808 | 003.349                            |
| 1827 | 006.168                            |
| 1861 | 009.511                            |
| 1880 | 018.147                            |
| 1897 | 045.130, darunter viele Israeliten |
| 1914 | 094.181                            |
| 1921 | 080.473                            |
| 1939 | 137.623                            |
| 1945 | 124.525                            |
| 1975 | 200.324                            |
| 1993 | 259.864                            |
| 2014 | 231.527                            |

## Deutsch-polnische Vergangenheit

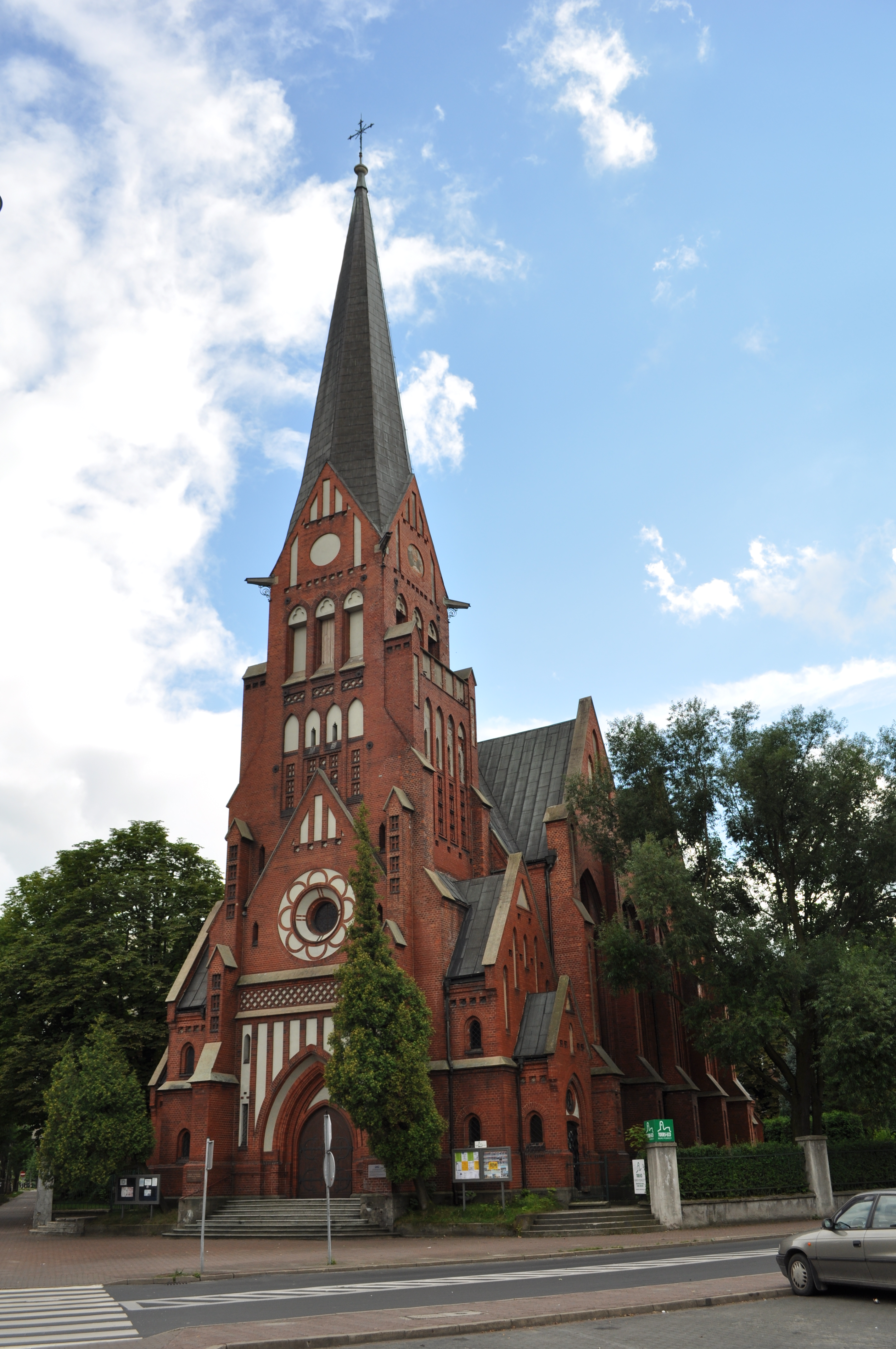
Lutherische Kirche aus dem Jahre 1913 in Częstochowa

Obwohl sich die Stadt Tschenstochau in der Neuzeit bis auf zwei Episoden nie unter deutscher Verwaltung befand, existierte seit der Landnahme deutscher Bauern in Germania Slavica eine deutsche Minderheit in der Stadt, von der auch einige Söhne und Töchter der Stadt Zeugnis ablegen. In der südpreußischen Zeit siedelten sich deutsche Bauern in der Umgebung unter anderem in den Kolonien Hilsbach (Czarny Las), Kuhlhausen (Węglowice) und Heilmannswalde (Puszczew) an. 1854 wurde der Sitz der evangelisch-augsburgischen Filialgemeinde aus Czarny Las nach Tschenstochau an der neuen Warschau-Wiener Eisenbahn verlegt, die 1905 zur unabhängigen Pfarrgemeinde wurde. Die deutsche Minderheit legte ihre Muttersprache sowie kulturellen Traditionen bis ins 20. Jahrhundert nicht gänzlich ab. 1921 deklarierten sich nur 70 Bewohner zur deutschen Nationalität, obwohl die Mehrheit der 472 Lutheraner deutscher Herkunft war. Gegenwärtig haben sich die nach 1945 in der Woiwodschaft Schlesien verbliebenen ethnischen Deutschen in Minderheitsverbänden organisiert, in ihren Satzungen verankerten sie die Verständigung mit der polnischen Mehrheit als Ziel.

## Kultur und Sehenswürdigkeiten

### Jasna Góra
Der Berg ist einer der bedeutendsten Wallfahrtsorte der römisch-katholischen Kirche und wird jedes Jahr von Millionen Pilgern besucht.

#### Paulinerkloster

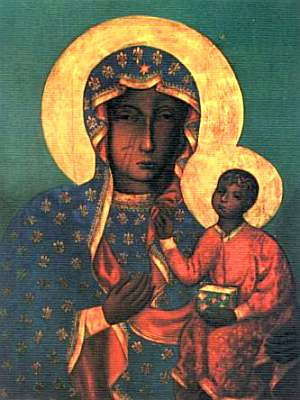
Die Schwarze Madonna von Tschenstochau

Der wichtigste bauliche Komplex in Częstochowa ist das schwer befestigte Paulinerkloster auf dem als Jasna Góra bekannten Hügel im Westen der Stadt, das während der schwedischen Invasion im Jahre 1655 die mehrwöchige Belagerung von Jasna Góra durch schwedische Truppen überstand. An die Klosterkirche mit barockem Innenraum schließen ein 106 m hoher Klosterturm und eine Kapelle mit der berühmten Ikone der Schwarzen Madonna an. Zu hohen kirchlichen Festen zieht das Kloster Hunderttausende Pilger an.

#### Statue von Papst Johannes Paul II.
Am 13. April 2013 wurde eine 14 Meter hohe Statue des früheren Papstes Johannes Paul II. enthüllt und vom örtlichen Erzbischof Wacław Depo eingeweiht. Das Monument mit einem Gesamtgewicht von fünf Tonnen ist eine mit Styropor und Fiberglas überzogene Stahlkonstruktion. Die Statue befindet sich im Park für Sakralminiaturen und blickt nach Online-Protesten nunmehr in Richtung Pilgerberg Jasna Góra anstatt von ihm weg. Die Betreiber des privat geführten Parks hoffen auf einen Eintrag ins Guinness-Buch der Rekorde für die größte Papststatue der Welt.

### Museen

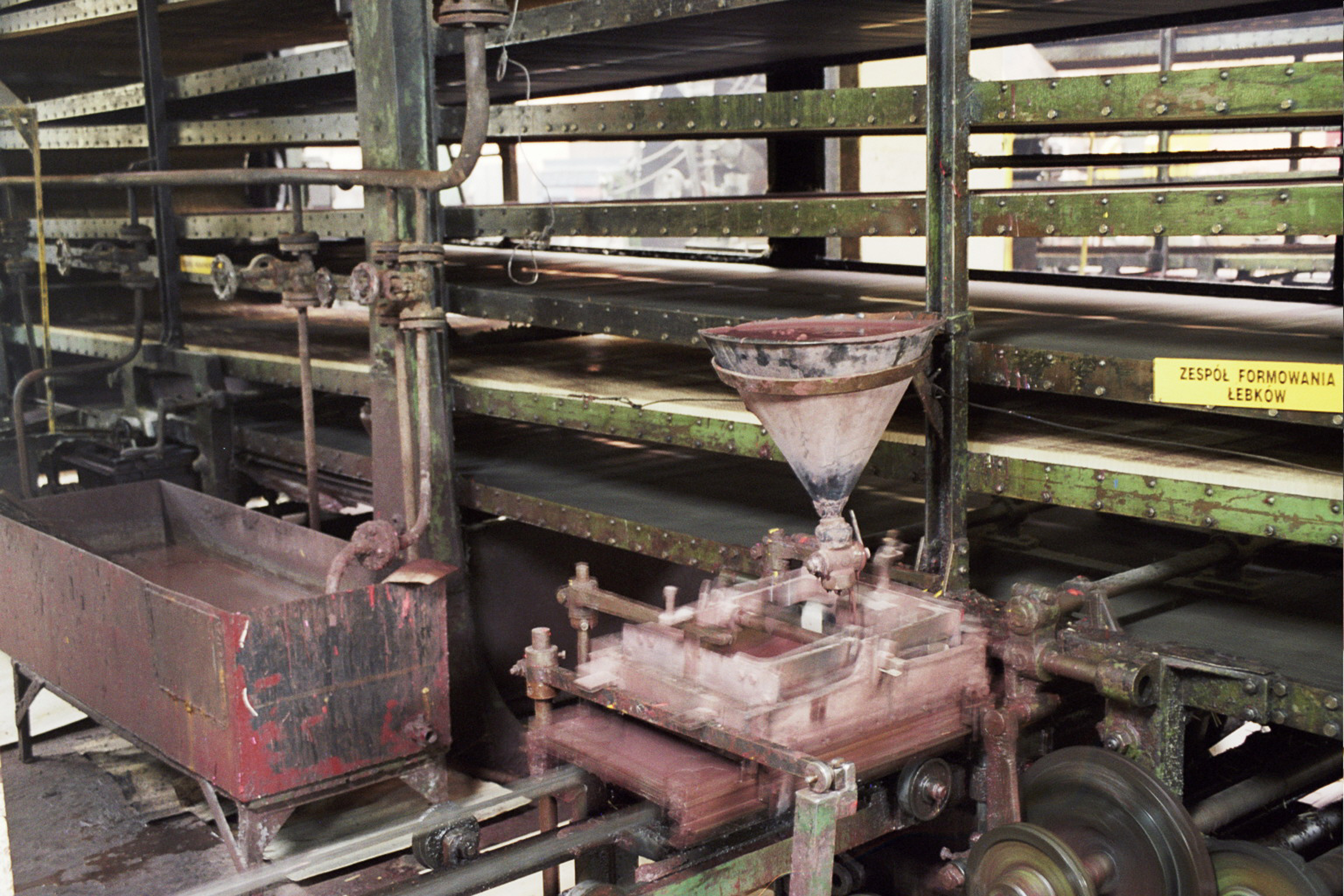
Streichholzzündkopfproduktionsanlage

Das Museum der ehemaligen Streichholzfabrik zeigt eine Fertigungslinie aus den 1930er Jahren. Die Fabrik wurde von Julian Huch und Karol von Gehlig 1882 gegründet und stellte Standardstreichhölzer der Marke „Black Cat“ her.

## Verkehr
Częstochowa liegt an den Bahnstrecken Warschau–Kattowitz und Kielce–Vossowska.
Der ÖPNV in der Stadt wird durch die Miejskie Przedsiębiorstwo Komunikacyjne mit ihren Bus- und Straßenbahnlinien abgewickelt.
In der Stadt befindet sich der Flugplatz Rudniki (ICAO-Code EPRU und IATA-Flughafencode CZW) mit einer 2000 Meter langen Landebahn. Der nächstgelegene Flughafen mit flugplanmäßigen internationalen Verbindungen ist der Flughafen Katowice.
Die Stadt liegt an den Landesstraßen 1 von Kattowitz nach Warschau, 43 (nach Wieluń), 46 (nach Oppeln) und 91 (nach Piotrków Trybunalski).

## Sport
- Volleyballklub AZS Częstochowa
- Speedwayklub CKM Włókniarz
- Fußballklub Raków Częstochowa

## Politik

### Stadtpräsident
An der Spitze der Stadtverwaltung steht ein Stadtpräsident, der von der Bevölkerung direkt gewählt wird. Seit 2010 ist dies Krzysztof Matyjaszczyk von der Sojusz Lewicy Demokratycznej (SLD).
Bei der Wahl 2024 trat Matyjaszczyk für das linke Wahlbündnis Lewica an. Die Abstimmung brachte folgendes Ergebnis:
- Krzysztof Matyjaszczyk (Lewica) 31,9 % der Stimmen
- Monika Pohorecka (Prawo i Sprawiedliwość) 27,3 % der Stimmen
- Łukasz Banaś (Koalicja Obywatelska) 21,6 % der Stimmen
- Krzysztof Świerczyński (Trzecia Droga) 9,2 % der Stimmen
- Tomasz Stala (Wahlkomitee „Alternative für Częstochowa“) 6,8 % der Stimmen
- Übrige 3,2 % der Stimmen

In der daraufhin notwendigen Stichwahl wurde Matyjaszczyk mit 57,8 % der Stimmen gegen Pohorecka gewählt.
Bei der Wahl 2018 trat Matyjaszczyk für das Wahlbündnis der SLD mit Lewica Razem an. Die Abstimmung brachte folgendes Ergebnis:
- Krzysztof Matyjaszczyk (Sojusz Lewicy Demokratycznej / Lewica Razem) 59,8 % der Stimmen
- Artur Warzocha (Prawo i Sprawiedliwość) 25,5 % der Stimmen
- Marcin Maranda (Wahlkomitee Marcin Maranda für Częstochowa) 6,2 % der Stimmen
- Tomasz Jaskóła (Kukiz’15) 5,3 % der Stimmen
- Jacek Krawczyk (Koalicja Obywatelska) 2,8 % der Stimmen
- Übrige 0,4 % der Stimmen

Damit wurde Matyjaszczyk bereits im ersten Wahlgang wiedergewählt.

### Stadtrat
Der Stadtrat besteht aus 25 (bis 2024: 28) Mitgliedern und wird direkt gewählt. Die Stadtratswahl 2024 führte zu folgendem Ergebnis:
- Prawo i Sprawiedliwość (PiS) 27,4 % der Stimmen, 9 Sitze
- Koalicja Obywatelska (KO) 22,9 % der Stimmen, 7 Sitze
- Lewica 19,7 % der Stimmen, 6 Sitze
- Trzecia Droga (TD) 10,0 %, 2 Sitze
- Wahlkomitee „Gemeinsam für Częstochowa“ 7,7 % der Stimmen, 1 Sitz
- Wahlkomitee „Alternative für Częstochowa“ 6,9 % der Stimmen, kein Sitz
- Übrige 5,4 % der Stimmen, kein Sitz

Die Stadtratswahl 2018 führte zu folgendem Ergebnis:
- Sojusz Lewicy Demokratycznej (SLD) / Lewica Razem (LR) 32,8 % der Stimmen, 12 Sitze
- Prawo i Sprawiedliwość (PiS) 26,0 % der Stimmen, 10 Sitze
- Koalicja Obywatelska (KO) 16,0 % der Stimmen, 5 Sitze
- Wahlkomitee „Gemeinsam für Częstochowa“ 8,8 % der Stimmen, 1 Sitz
- Wahlkomitee Marcin Maranda für Częstochowa 7,7 % der Stimmen, kein Sitz
- Kukiz’15 6,8 %, kein Sitz
- Übrige 1,9 % der Stimmen, kein Sitz

### Städtepartnerschaften
Częstochowa listet folgende Partnerstädte auf:
| Stadt                   | Land               | seit | Typ                                 |
| ----------------------- | ------------------ | ---- | ----------------------------------- |
| Altötting               | Deutschland        | 1991 | Städtefreundschaft (Zaprzyjaźnione) |
| Berdytschiw             | Ukraine            | 2023 | Städtepartnerschaft (Partnerskie)   |
| Bethlehem               | Palästina          | 2004 | Städtefreundschaft (Zaprzyjaźnione) |
| Charkiw                 | Ukraine            | 2016 | Memorandum                          |
| Einsiedeln              | Schweiz            | 2017 |                                     |
| Fátima, Ourém           | Portugal           | 1996 | Partnerstadt (Bliźniacze)           |
| Kamjanez-Podilskyj      | Ukraine            |      | Partnerstadt (Bliźniacze)           |
| Loreto                  | Italien            | 1996 | Partnerstadt (Bliźniacze)           |
| Lourdes                 | Frankreich         | 1996 | Partnerstadt (Bliźniacze)           |
| Mariazell               | Österreich         | 1996 |                                     |
| Nazareth                | Israel             | 2004 | Städtefreundschaft (Zaprzyjaźnione) |
| Pforzheim               | Deutschland        | 2007 | Partnerstadt (Bliźniacze)           |
| Prag, 9. Bezirk         | Tschechien         | 2024 | Städtepartnerschaft (Partnerskie)   |
| Rēzekne                 | Lettland           | 1992 | Städtefreundschaft (Zaprzyjaźnione) |
| Šiauliai                | Litauen            | 1993 | Städtefreundschaft (Zaprzyjaźnione) |
| South Bend              | Vereinigte Staaten | 1992 | Partnerstadt (Bliźniacze)           |
| Steiermark (Bundesland) | Österreich         | 2000 | Städtefreundschaft (Zaprzyjaźnione) |
| Zapopan                 | Mexiko             | 2004 | Städtefreundschaft (Zaprzyjaźnione) |

In der Zusammenarbeit Shrines of Europe ist Częstochowa seit 1996 mit den fünf Marienwallfahrtsorten Altötting, Fátima, Loreto, Lourdes und Mariazell verbunden; 2017 wurde Einsiedeln als weiteres Mitglied aufgenommen.

## Söhne und Töchter der Stadt
- Gedalja Tiktin (1808–1886), königlicher Landesrabbiner in Schlesien
- Bronisław Huberman (1882–1947), Violinist
- Jerzy Gelbard (1894–1944), Architekt, Zeichner und Maler
- Stefan Bergman (1895–1977), Mathematiker
- Zygmunt Modzelewski (1900–1954), Ökonom und Außenminister
- Kazimierz Zarankiewicz (1902–1959), Mathematiker
- Alexander Imich (1903–2014), polnisch-US-amerikanischer Chemiker und Parapsychologe
- Karel Janeček (1903–1974), tschechischer Komponist, Musikpädagoge und -theoretiker
- Bronisław Makowski (1905–1944), polnischer Fußballspieler
- Alain Romans (1905–1988), französischer Jazzpianist, Arrangeur und Komponist
- Lea Große (1906–1997), kommunistische Funktionärin und Chefredakteurin des Deutschen Soldatensenders
- Jan Lewitt (1907–1991), polnisch-britischer Grafiker und Maler
- Eugene Łazowski (1913–2006), Arzt und Hochschullehrer
- Stanislav Andreski (1919–2007), Soziologe
- Józef Andrzej Gierowski (1922–2006), Historiker
- Krzysztof Boruń (1923–2000), Physiker, Wissenschaftsjournalist und Science-Fiction-Autor
- Zenon Komender (1923–1993), Politiker
- Samuel Willenberg (1923–2016), Bildhauer, Buchautor und Überlebender des Vernichtungslagers Treblinka
- Jerzy Einhorn (1925–2000), Professor für Strahlentherapie und Politiker
- Stefan Gierowski (1925–2022), Maler
- Israel Offmann (1925–2018), deutscher Kultusgemeindevorsitzender
- Michel Kervaire (1927–2007), Mathematiker
- Kalina Jędrusik (1930–1991), Sängerin und Schauspielerin
- Adam Smelczyński (1930–2021), Sportschütze
- Irit Amiel (1931–2021), polnisch-israelische Dichterin, Schriftstellerin und Übersetzerin
- Henryk Bardijewski (1932–2020), polnischer Dramatiker, Satiriker und Hörspielautor
- Halina Poświatowska (1935–1967), Dichterin
- Maciej Popko (1936–2014), Bergsteiger und Sprachwissenschaftler
- Andrzej Jasiński (* 1936), Pianist
- Maria Barucka (* 1939), Politikerin
- Jerzy Kulej (1940–2012), Boxer
- Antoni Długosz (* 1941), Weihbischof
- Jerzy Duda-Gracz (1941–2004), Maler und Grafiker
- Jerzy Kropiwnicki (* 1945), Bürgermeister von Łódź
- Andrzej Chwalba (* 1949), Historiker
- Anna Badora (* 1951), Regisseurin und Intendantin
- Władysław Kustra (1955–2022), Volleyballspieler
- Szymon Giżyński (* 1956), Politiker
- Piotr Gadzinowski (* 1957), Politiker
- Halina Rozpondek (* 1959), Politikerin, 1995 bis 1998 Stadtpräsidentin Częstochowas
- Jerzy Pater (* 1960), Judoka
- Izabela Leszczyna (* 1962), Lehrerin, Finanz-, Managementexpertin und Politikerin
- Grzegorz Sztolcman (* 1962), Politiker
- Mateusz Pospieszalski (* 1965), Fusion- und Jazzmusiker
- Jacek Pałucha (* 1966), Maler, Schauspieler und Sänger
- Darek Pala (* 1967), Maler
- Sebastian Meissner (* 1969), deutscher Electronica-Musiker und Musikmanager
- Peter C. Simon (* 1969), Künstler und Komponist
- Marcel Chyrzyński (* 1971), Komponist
- Adrian Klepczyński (* 1981), Fußballspieler
- Agnieszka Winczo (* 1984), Fußballspielerin
- Jakub Błaszczykowski (* 1985), Fußballspieler
- Marek Pospieszalski (* 1988), Jazzmusiker
- Max Mucha (* 1989), Jazzmusiker
- Adrian Castro (* 1990), Rollstuhlfechter
- Mateusz Zachara (* 1990), Fußballspieler
- Adam Kowalski (* 1994), Volleyballspieler
- Małgorzata Mesjasz (* 1998), Fußballspielerin
- Mateusz Borkowski (* 2002), Volleyballspieler
- Oskar Krzyżak (* 2002), Fußballspieler

## Sonstiges
Im Jahr 1991 fand in Częstochowa der VI. Weltjugendtag mit über einer Million Teilnehmern statt.